# Кальтбрунн (Санкт-Галлен)
Кальтбрунн (нім. Kaltbrunn SG) — громада  в Швейцарії в кантоні Санкт-Галлен, виборчий округ Зее-Гастер.

## Географія
Громада розташована на відстані близько 125 км на схід від Берна, 35 км на південний захід від Санкт-Галлена.
Кальтбрунн має площу 18,6 км², з яких на 9,2% дозволяється будівництво (житлове та будівництво доріг), 54,5% використовуються в сільськогосподарських цілях, 32,8% зайнято лісами, 3,5% не є продуктивними (річки, льодовики або гори).

## Демографія
2019 року в громаді мешкало 4924 особи (+17,5% порівняно з 2010 роком), іноземців було 19,5%. Густота населення становила 264 осіб/км².
За віковим діапазоном населення розподілялося таким чином: 23,1% — особи молодші 20 років, 62,1% — особи у віці 20—64 років, 14,8% — особи у віці 65 років та старші. Було 2005 помешкань (у середньому 2,4 особи в помешканні).
Із загальної кількості 1805 працюючих 141 був зайнятий в первинному секторі, 839 — в обробній промисловості, 825 — в галузі послуг.